# 트라운호

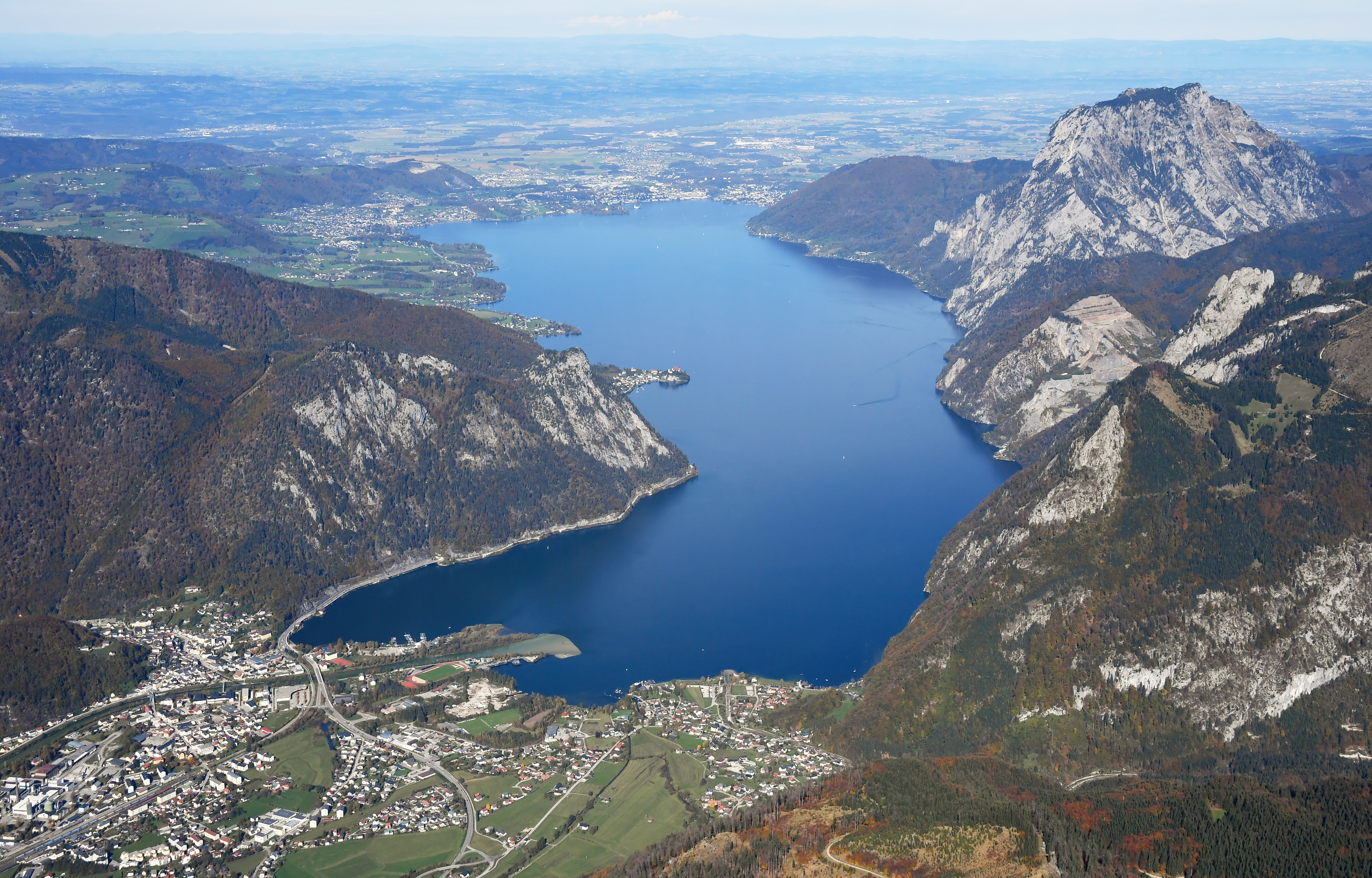
트라운 호

트라운 호(Traunsee)는 오스트리아 잘츠카머구트에 위치한 호수이다.